# Urxvt
urxvt (rxvt-unicode) — эмулятор терминала VT100 для X Window System. Изначально был основан на rxvt. Главные отличия от rxvt: стабильность, интернационализация и поддержка Unicode. А также, поддержка прозрачности, расширений Perl и Xft шрифтов.
Позже появилась возможность запускать urxvt в режиме демона, чтобы сократить количество используемой памяти и время запуска.
После того, как произошло слияние с aterm, urxvt стал основным эмулятором терминала в менеджере окон AfterStep.